# Lutz Ackermann (Bildhauer)

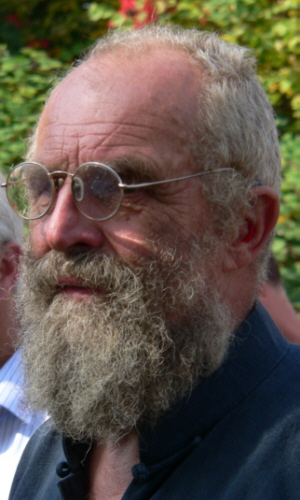
Lutz Ackermann (2011)

Lutz Ackermann (* 27. April 1941 in Sindelfingen) ist ein deutscher Bildhauer.

## Leben
Ackermann absolvierte von 1955 bis 1958 eine Lehre als Feinblechner und war anschließend bis 1960 Praktikant im Bereich Entwurf/Stilistik bei S. Werner in Stuttgart. Seit 1964 war er als selbständiger Grafiker und Industriedesigner tätig und arbeitet mittlerweile ausschließlich als Bildhauer.
1972 kaufte Ackermann ein Bahnwärterhaus in Gäufelden-Nebringen. Seit 1973 fertigt er Arbeiten in Stahl, Holz und Stein an. Einzel- und Gruppenausstellungen präsentiert der Künstler seit 1979. Ackermann baute ab 1986 das Bahnwärterhaus mit Atelier und Gelände zu einem Gesamtkunstwerk mit dem Namen „Kunst-Kraft-Werk“ (KKW) aus.
Er erhielt Arbeitsstipendien der Städte Budduso (Sardinien), Győr (Ungarn) und war Symposiumsteilnehmer auf Lanzarote bei César Manrique.
Im Jahr 2002 erhielt er den Kulturpreis des „Forum Region Stuttgart“. Dieser diente der Gründung der Lutz-Ackermann-Stiftung, die das „Kunst-Kraft-Werk“ erhält.

## Skulpturen im öffentlichen Raum (Auswahl)

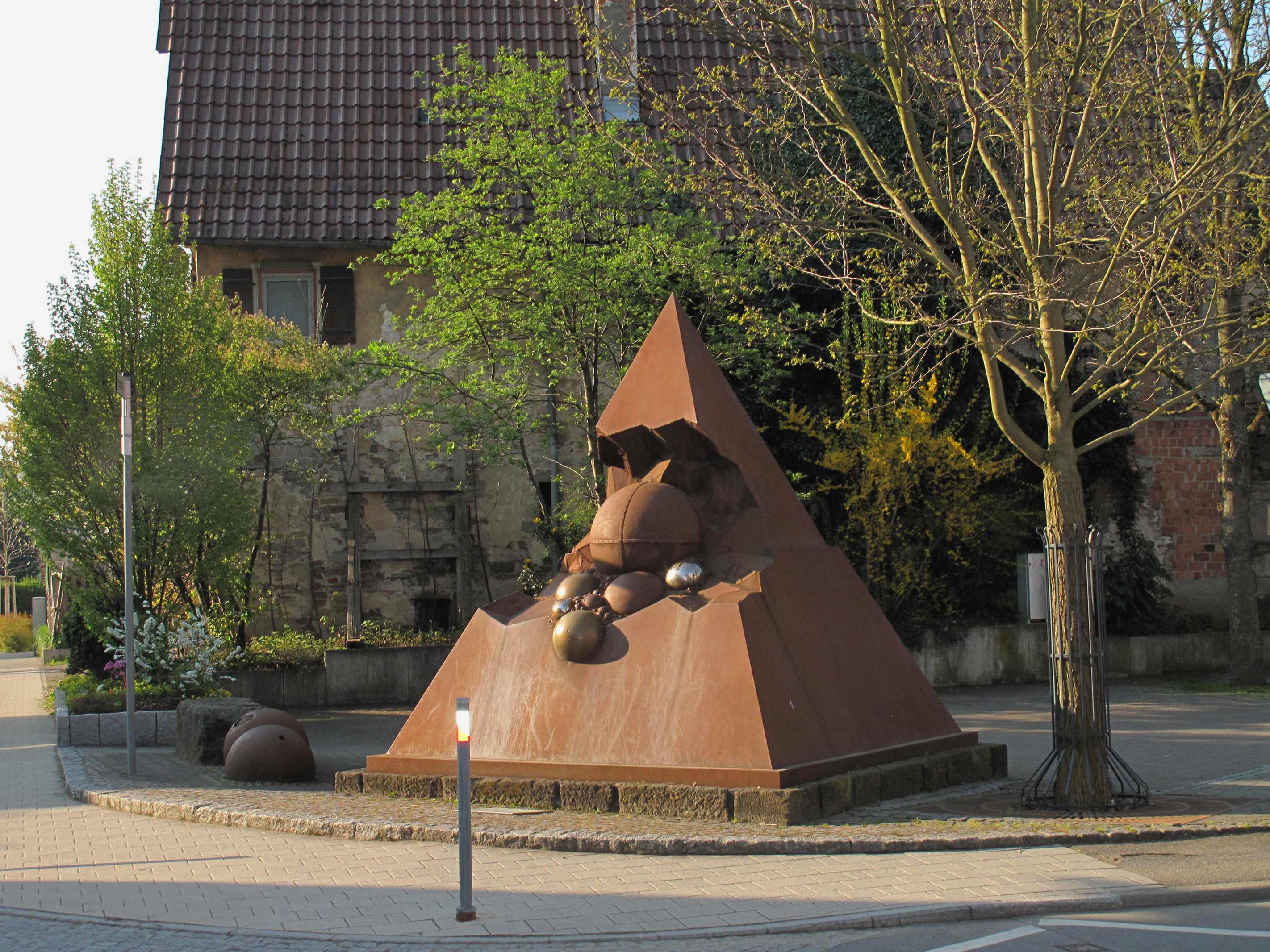
Pyramide in Entringen, 1995

- 1982: Maschinenplastik, Sindelfingen, Gottlieb-Daimler Schule
- 1984: Neun Stahlobjekte (Detail), Sindelfingen, Grundschule, Gartenstraße
- 1987: o. T., Böblingen, Kreissparkasse
- 1989: Schichtungen, Kirchheim unter Teck, Volksbank
- 1994: Säulenreihe, Holzgerlingen, Altenheim
- 1995: Pyramide, Entringen, Volksbank
- 1996: o. T., Böblingen, Oberer See
- 1997: Wegzeichen, Waiblingen, Ziegeleistraße
- 2000: Wegzeichen, Herrenberg, Verkehrskreisel an der L 1148 (Horber Straße)
- 2000: Bauernkriegsstelen, Böblingen, Stuttgarter Straße/Panzerstraße
- 2001: Zelle, Rottenburg am Neckar, Neckarbrücke, (in Zusammenarbeit mit Insassen der JVA)
- 2001: o. T., Gäufelden, Feuerwehrhaus
- 2003: Hochsitz, Böblingen
- 2004: Stahlobjekt, Sindelfingen, Mahdentalstraße
- 2008: o. T., Horb am Neckar, Neckarstraße
- 2009: o. T., Unterjesingen, Jesinger Hauptstraße
- 2010: Stahlobjekt, Wildberg (Schwarzwald), Gewerbegebiet
- 2014: Altar, Herrenberg, Jerg Ratgeb Skulpturenpfad
- 2022: o. T., Gäufelden, Öschelbronnerstraße

## Galerie

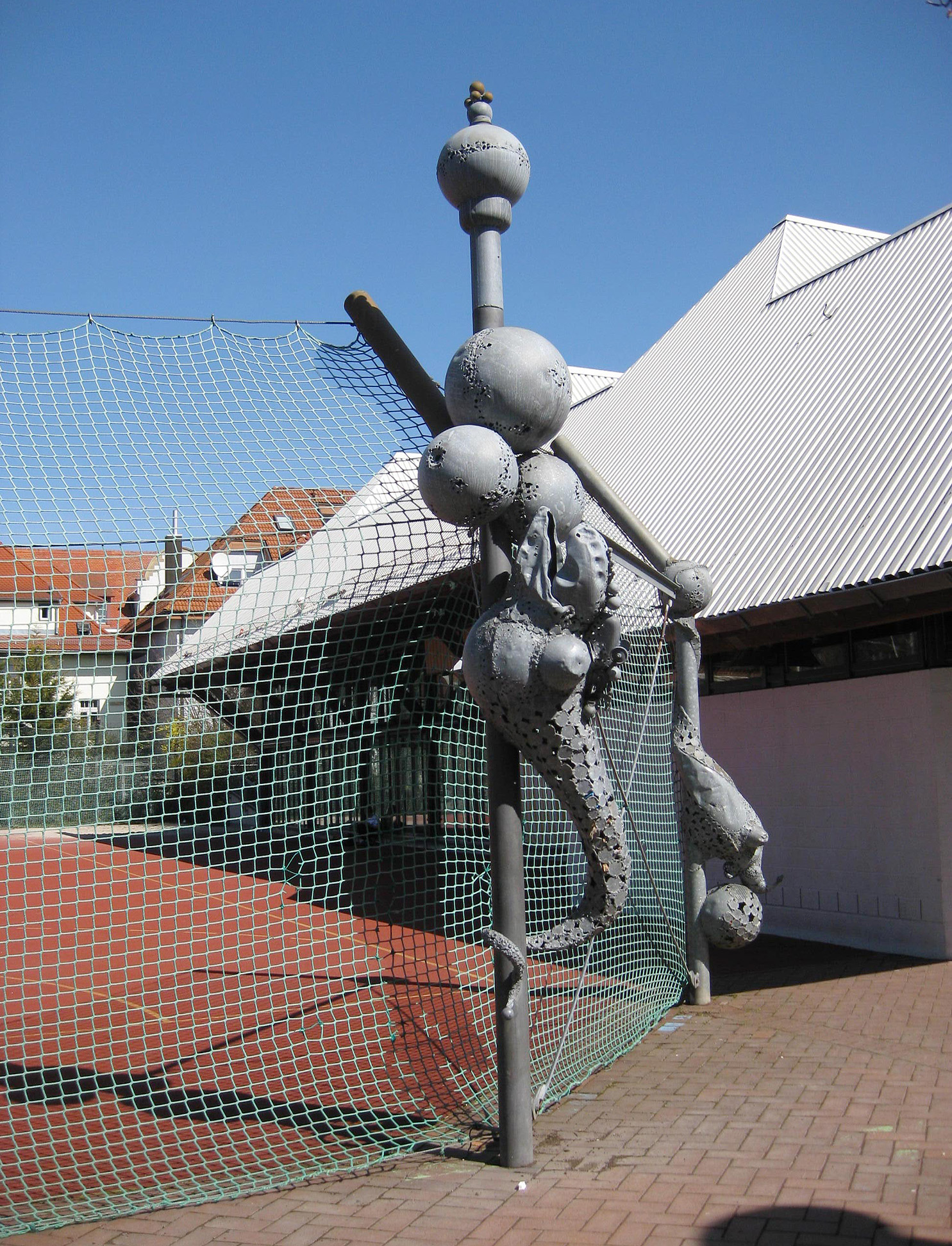
Neun Stahlobjekte, 1984
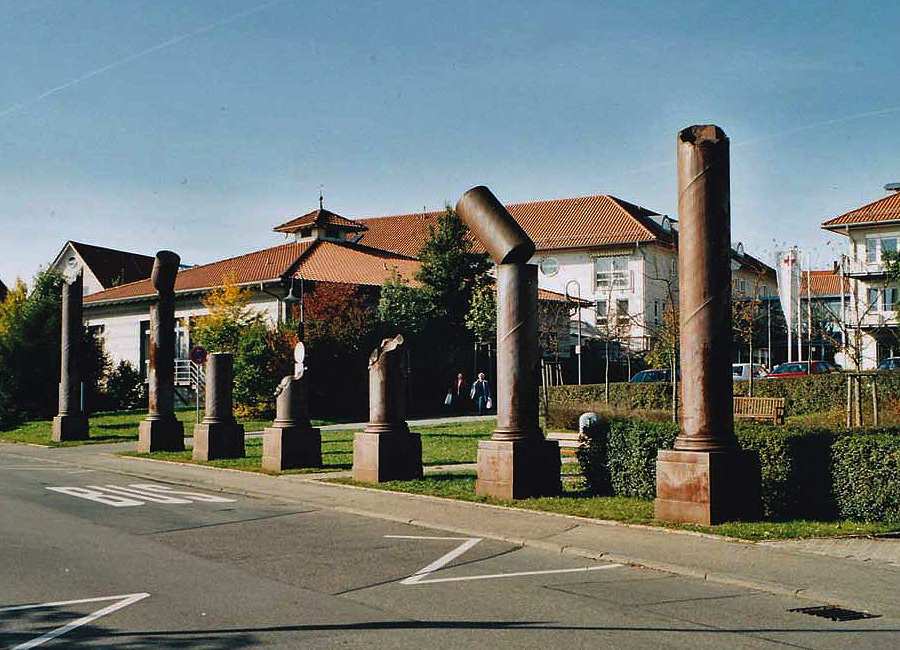
Säulenreihe, 1994
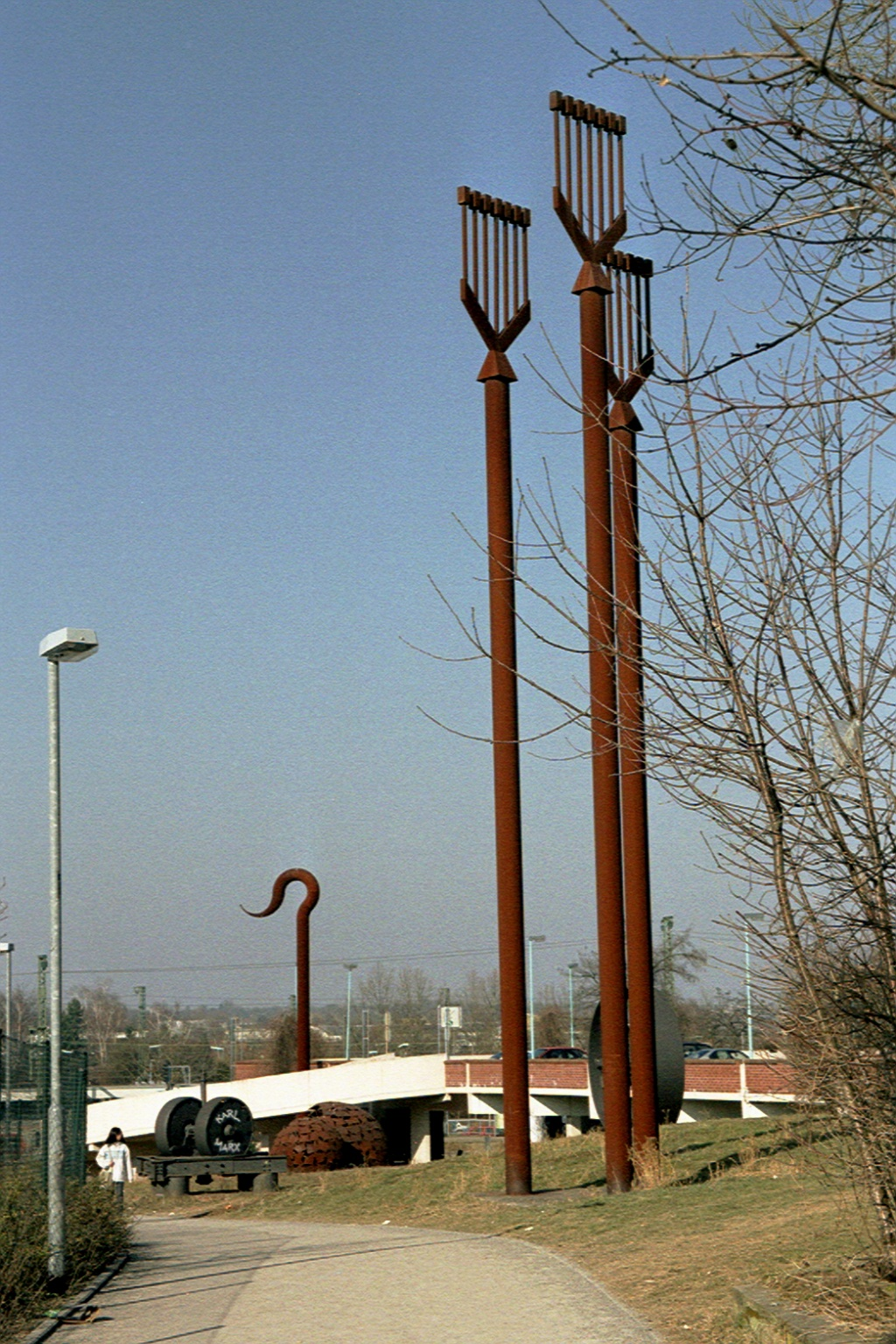
Wegzeichen, 1997
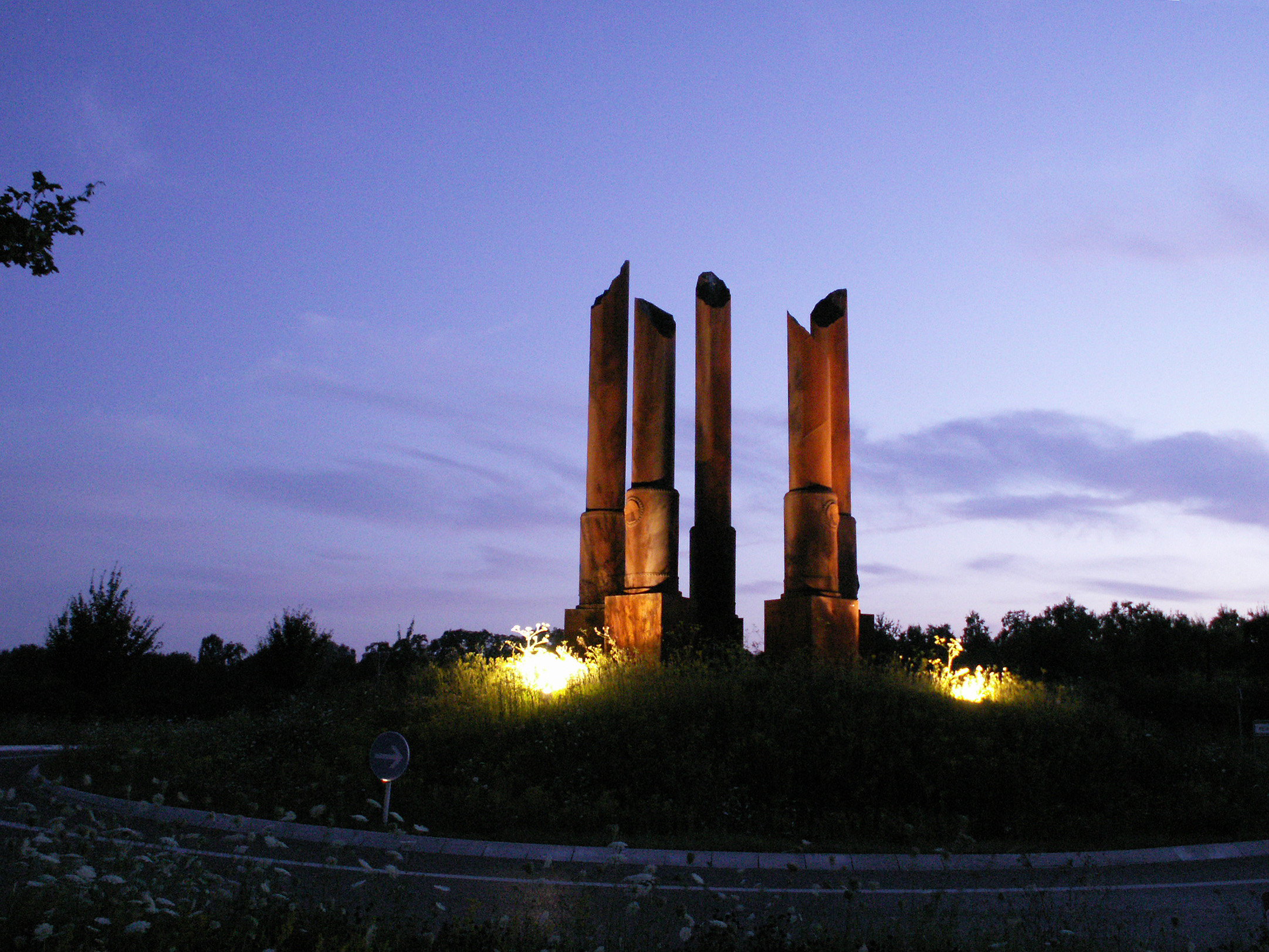
Wegzeichen, 2000
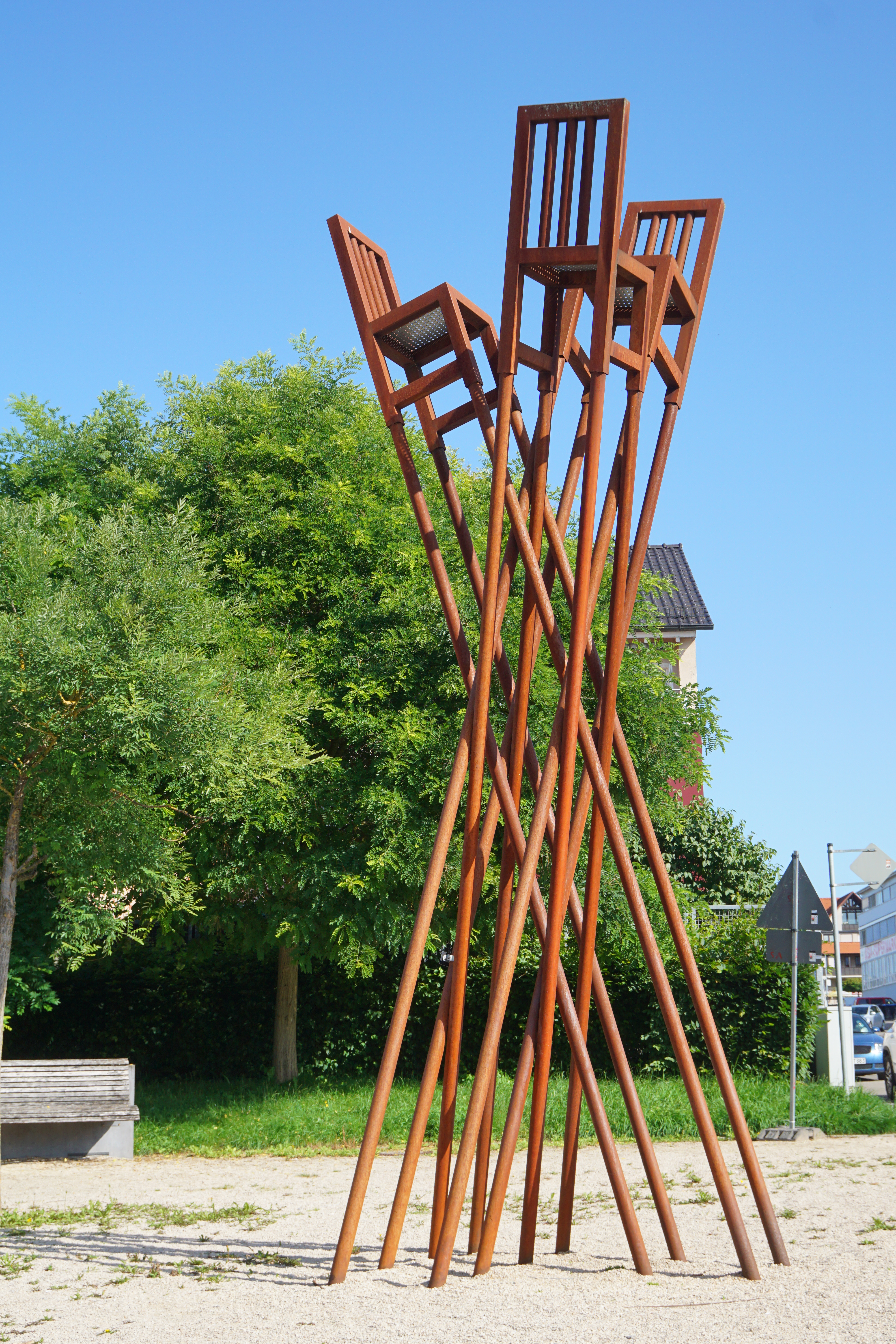
Hochsitz, 2003
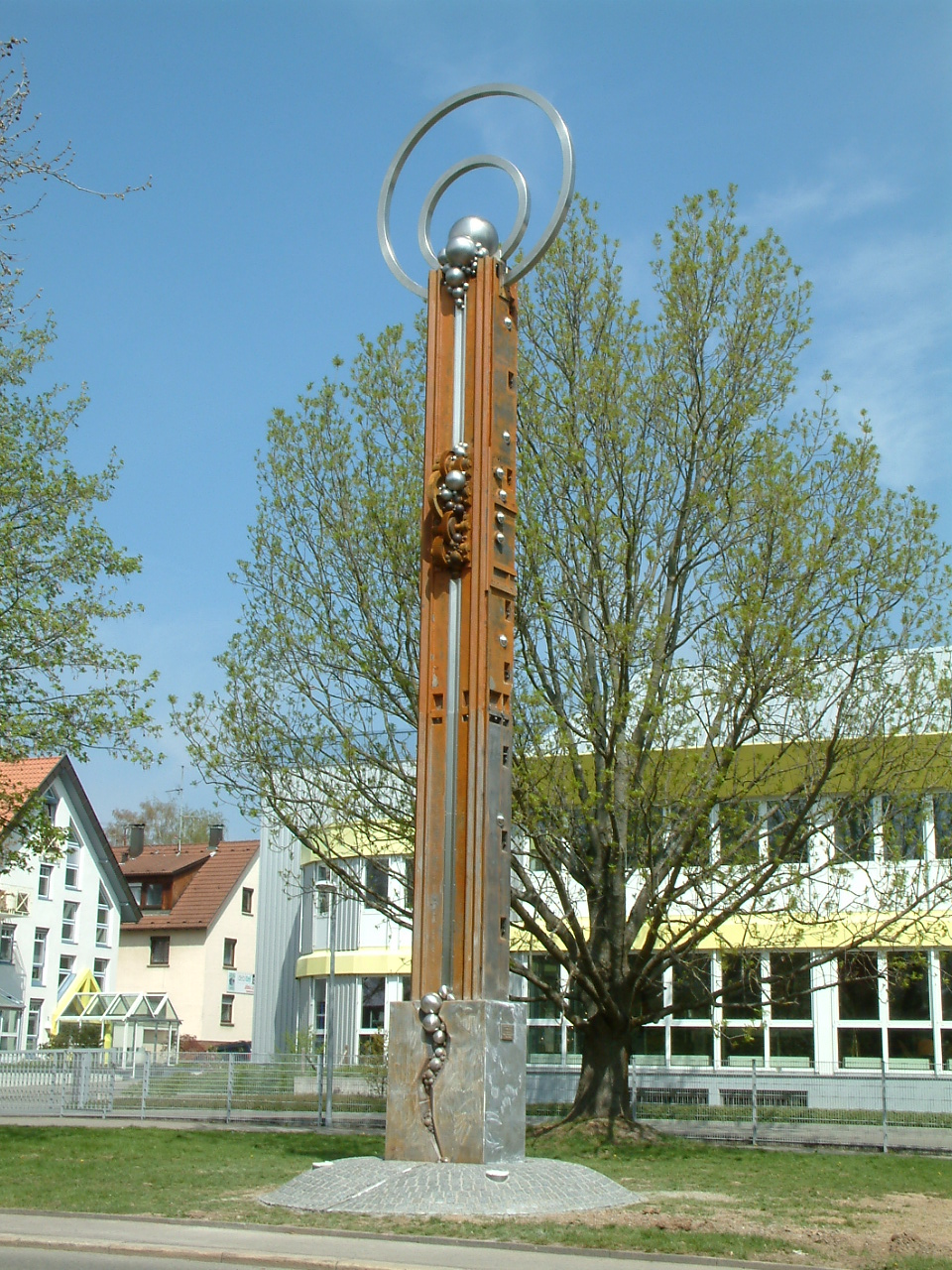
Stahlobjekt, 2004
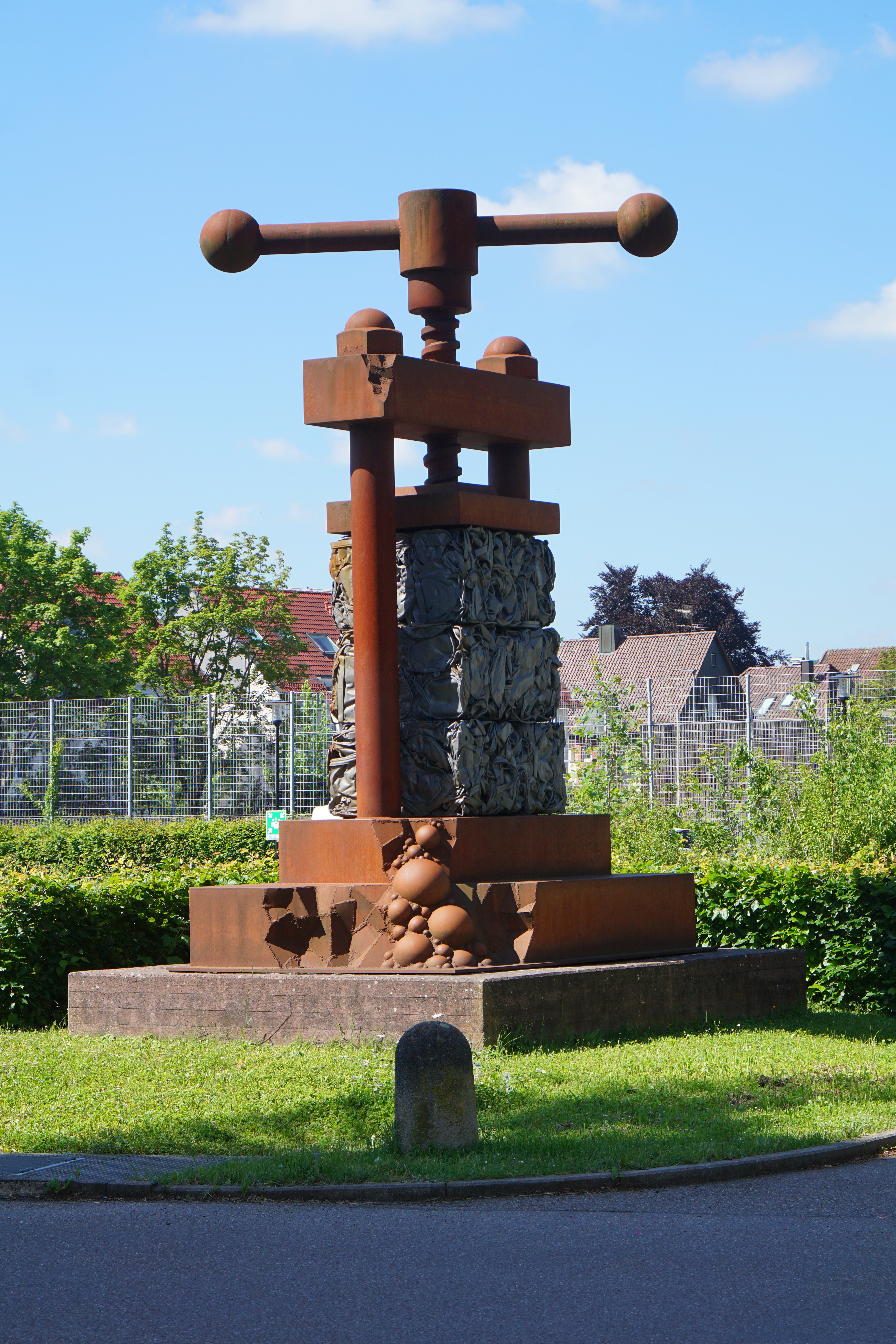
Ohne Titel, 2006
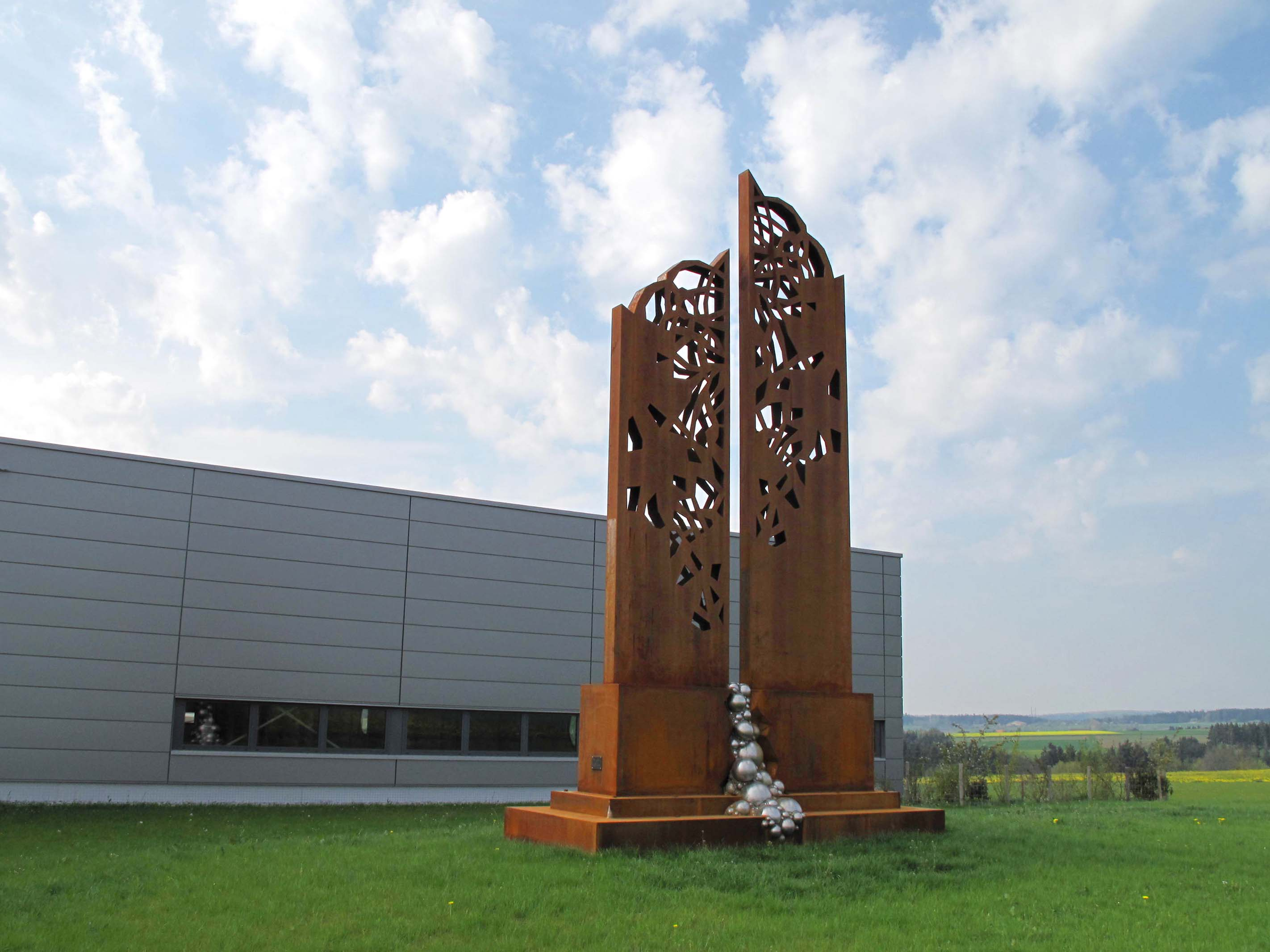
Stahlobjekt, 2010
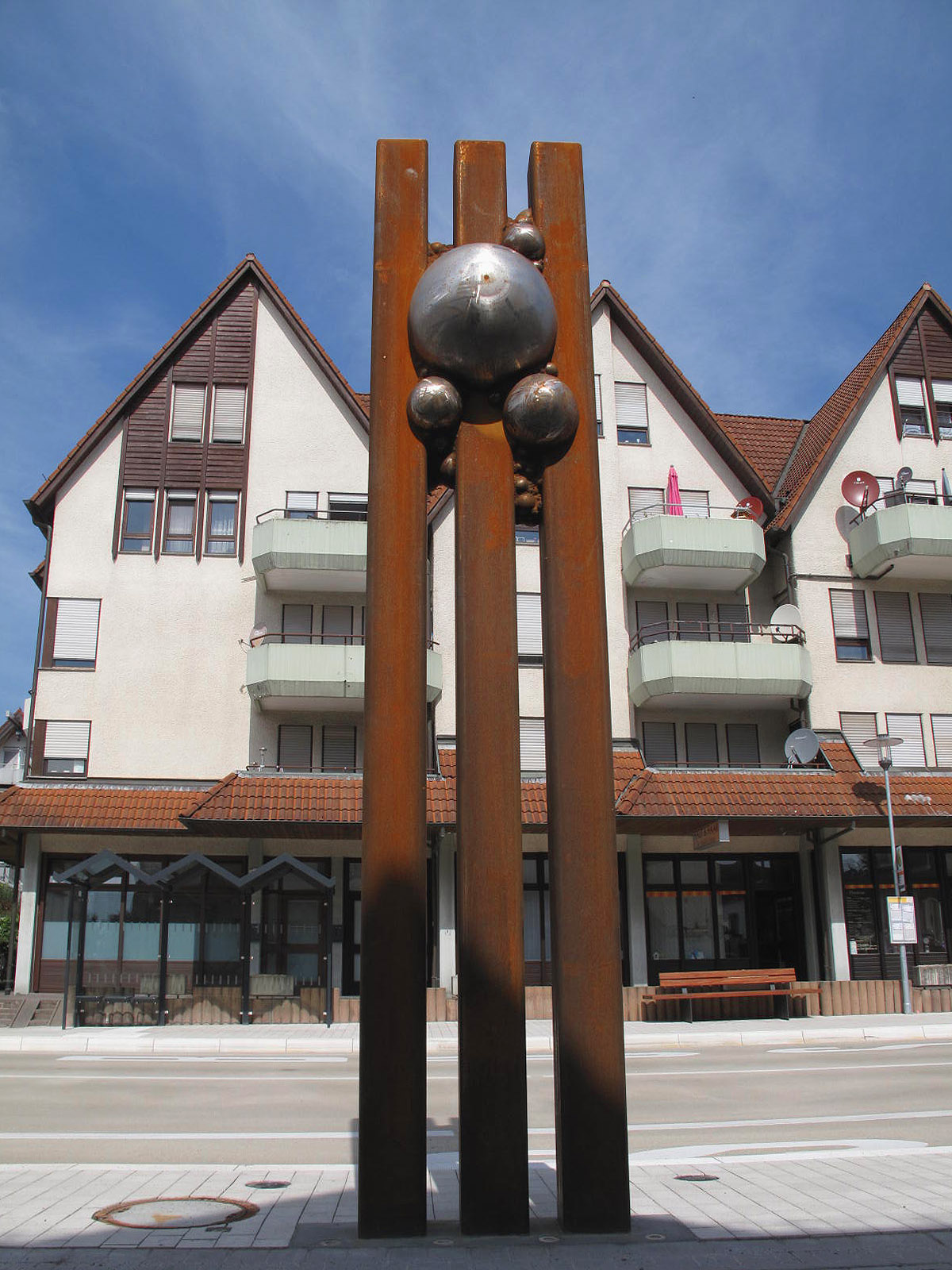
Ohne Titel, 2022